# 松江市の歌
「松江市の歌」（まつえしのうた）は、島根県松江市が制定した市歌である。作詞・井上久雄、作曲・湯川和幸。
2005年（平成17年）に新設合併する以前の（旧）松江市の時代からの累計上は3代目、現行の（新）松江市としては初の市歌である。

## 解説

### 前史
1889年（明治22年）に市制を施行した（旧）松江市では、1932年（昭和7年）10月1日に初代の「松江市歌」（作詞：多久和貞太郎、作曲：下野米川）が制定されていた。戦後には2代目の「松江市歌」（作詞：田村重弥、作曲：下野沢）および市制60周年記念歌「松江市民の歌」（作詞：宮田隆、作曲：長岡敏夫）が制定され、その後も市民憲章の歌「ふるさと松江」（作詞：宮田隆、作曲：山本力）、1986年（昭和61年）には当時の市長が松江市総合文化センター開館を記念して自ら作詞した「松江讃歌 いつまでもどこまでも」（作詞：中村芳二郎、作曲：小林昭三）などの楽曲が作成されたが、これらの楽曲に関する記述は『松江市史』に見当たらず、1962年（昭和37年）刊の『新修松江市誌』巻末年表で初代市歌制定が拾われているのみである。
平成の大合併において（旧）松江市は八束郡の7町と2005年（平成17年）に新設合併し、市域を大幅に拡大したが松江・八束合併協議会において（新）松江市が成立した後の市町歌に関する取り決めは何も行われなかったため、2代目「松江市歌」を始めとする楽曲群は地位が不明確な状態に置かれた。

### 新市歌制定
（新）松江市の成立後、松江・八束合併協議会で議題とならなかった市歌の扱いに関しては6年余り棚上げ状態が続いていたが、2011年（平成23年）に東出雲町を編入合併した際に「東出雲町歌」廃止と引き換えに（旧）松江市の時代から数えて3代目となる新市歌を制定する方針が取り決められた。歌詞は懸賞募集の入選作で、制定意義は「松江・八束地域が一つになったことから、市として一体感や郷土愛の醸成につながるような歌」とされている。
2022年（令和4年）、NHK Eテレ『おかあさんといっしょ』の第10代「体操のお兄さん」として知られる佐藤弘道が松江市役所からの要請を受け、アップテンポ調に編曲した「松江市の歌」をBGMに使用したエクササイズを作成し、普及活動を行っている。